# 岸俊彦
岸 俊彦（きし としひこ、1927年 - ）は、日本の教育心理学者、明星大学名誉教授。

## 来歴
東京生まれ。早稲田大学文学部心理学科卒業。1982年「教授学習過程の心理学的研究」で早大文学博士。東京都立中野工業高等学校教諭、東京都立教育研究所、1976年明星大学助教授、教授。1998年定年退職、名誉教授、学校心理士資格認定委員長、湯島心理相談所。八洲学園大学教授。その間、東京都日野市教育委員、日野市立幼児教育センター所長。

## 著書
- 『授業心理学』めいせい出版 1976
- 『教授学習過程の研究』明星大学出版部 1981
- 『授業の構造』明星大学出版部 1988
- 『雅子さんがおかわいそう 一心理学者のおもう』創英社・三省堂書店 2010

### 共編著
- 『視聴覚講座 視聴覚技法入門』中沢茂夫,中山八郎共編集 視聴覚コンサルタント技能訓練協会 1970
- 『教育におけるコンピュータの利用』秋山穣共著 明治図書出版 1972
- 『算数科における思考の発達』鈴木治共編 明治図書出版 1972
- 『わかる授業のすすめ方』重松鷹泰共著 第一法規出版 教師のためのベストライブラリー 1979
- 『意欲を高める理解を深める対話のある授業 教育カウンセリングを生かした授業づくり』水上和夫,大友秀人,河村茂雄共編集 図書文化社 2013

### 翻訳
- ロバート・サフォード, アン・W.スマーレー『計算尺 基礎理論から実用まで』沼野一男共訳 牧書店 ティーチング・マシン・シリーズ　1963－64

## 参考
- ISBN　978-4-88142-398-1